# Всеобщие выборы в Замбии (1988)
Всеобщие выборы в Замбии проходили 26 октября 1988 года для избрания президента и депутатов Национальной ассамблеи. В то время страна была однопартийным государством с Объединённой партией национальной независимости в качестве единственной легальной партии. Лидер партии Кеннет Каунда был автоматически переизбран на пятый шестой президентский, получив 95,5 % голосов избирателей. Объединённая партия национальной независимости также получила все 125 мест в Национальной ассамблее. Явка избирателей составила около 60 % на парламентских выборах и 58,8 % на президентских выборах.
Два года спустя Объединённая партия национальной независимости была вынуждена отказаться от монополии на власть в рамках соглашения с оппозицией. Следующие выборы были назначены на 1993 год, но в результате соглашения были назначены внеочередные выборы в 1991 году.

## Предвыборная кампания
Перед выборами были проведены первичные выборы для выдвижения кандидатов по 125 избирательным округам. Только члены Объединённой партии национальной независимости могли голосовать на праймериз, а три лучших кандидата могли баллотироваться на выборах в Национальную ассамблею. Всего на выборах в Национальное собрание баллотировалось 706 кандидатов, из которых 612 кандидатов были одобрены Центральным комитетом ОПНН.

## Результаты

### Президентские выборы
| Кандидат                            | Кандидат                            | Партия                                         | Голоса    | %    |
| ----------------------------------- | ----------------------------------- | ---------------------------------------------- | --------- | ---- |
|                                     | Кеннет Каунда                       | Объединённая партия национальной независимости | 1 414 000 | 95,5 |
| Против                              | Против                              | Против                                         | 67 000    | 4,5  |
| Недействительных/пустых бюллетеней  | Недействительных/пустых бюллетеней  | Недействительных/пустых бюллетеней             | 48 000    | -    |
| Всего                               | Всего                               | Всего                                          | 1 529 000 | 100  |
| Зарегистрированных избирателей/Явка | Зарегистрированных избирателей/Явка | Зарегистрированных избирателей/Явка            | 2 600 000 | 58,8 |
| Источник: Nohlen et al.             |                                     |                                                |           |      |

### Выборы в Национальную ассамблею
|                                                      |                                                |           |     |       |     |  |  |  |  |
| Партия                                               | Партия                                         | Голоса    | %   | Места | +/- |  |  |  |  |
|                                                      | Объединённая партия национальной независимости |           | 100 | 125   | 0   |  |  |  |  |
|                                                      | Назначаемые президентом                        |           |     | 10    | 0   |  |  |  |  |
|                                                      | Назначаемый спикер                             |           |     | 1     | 0   |  |  |  |  |
| Всего                                                | Всего                                          |           | 100 | 136   | 0   |  |  |  |  |
| Зарегистрированных избирателей / Явка                | Зарегистрированных избирателей / Явка          | 2 600 000 | -   | -     | -   |  |  |  |  |
| Источники: Nohlen et al., African Elections Database |                                                |           |     |       |     |  |  |  |  |